# Ernst von Hülsen
Ernst von Hülsen (* 28. November 1875 in Bischofswerder; † 1. November 1950 in Marburg) war ein deutscher Verwaltungsbeamter  und langjähriger Kurator der Universität Marburg.

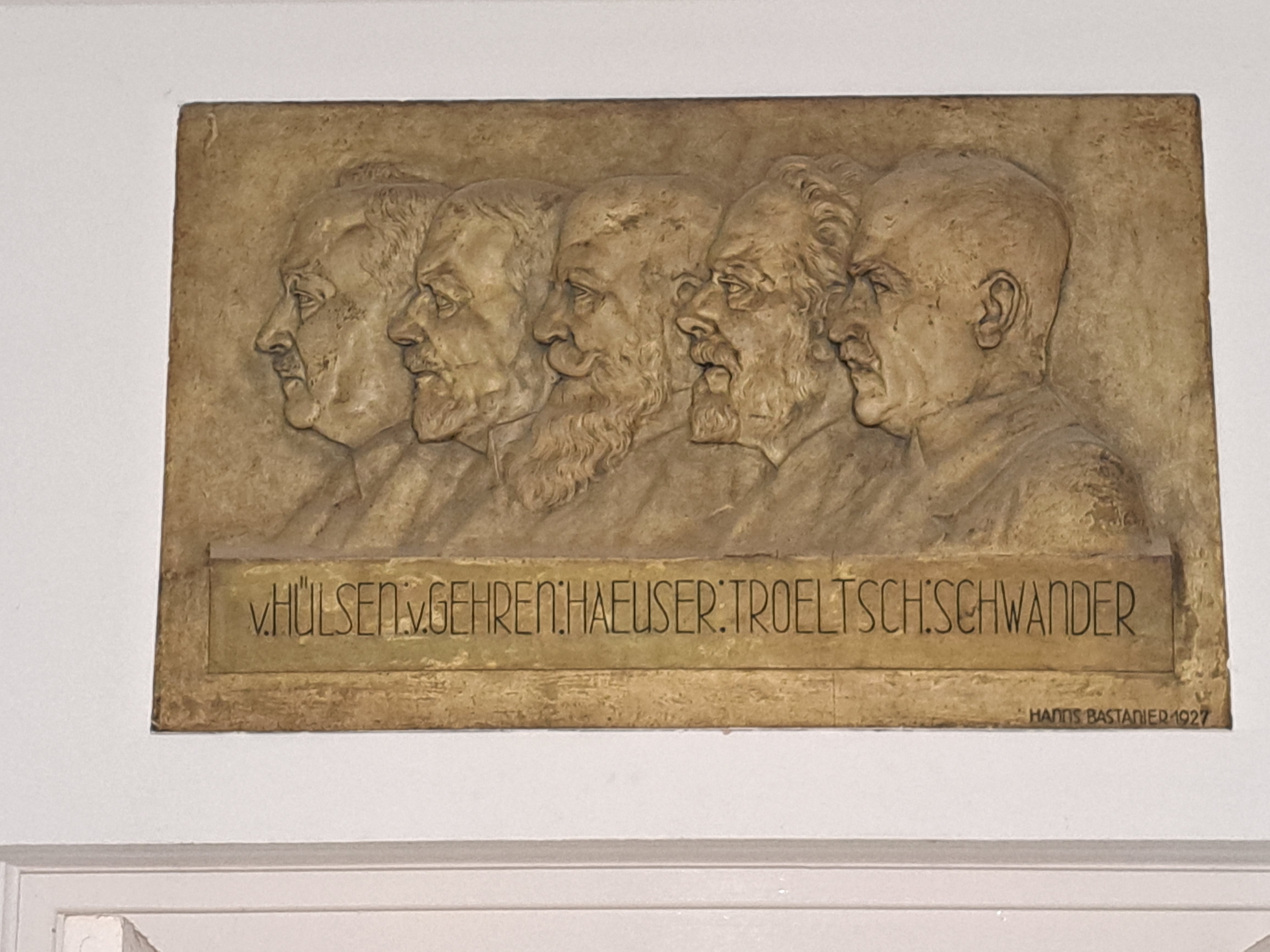
Ernst von Hülsen im Porträtprofil, 1. v. links, Relief im Kunstgebäude der Philipps-Universität Marburg

## Leben
Sein Vater war der Rittergutsbesitzer Hermann von Hülsen. Ernst besuchte das Gymnasium in Kulm und begann anschließend im Sommersemester 1894 ein Philosophie- und Theologiestudium in Halle. Im Wintersemester 1894/95 wechselte er nach Berlin, wo er im Sommersemester 1895 begann Rechtswissenschaft zu studieren. Später wechselte er nach Königsberg. Während seines Studiums wurde er Mitglied beim Verein Deutscher Studenten Königsberg. Im Jahr 1898 promovierte Ernst von Hülsen in Jena zum Dr. jur. Seinen einjährigen Wehrdienst leistete er 1898/99 ab. Danach war er Gerichtsreferendar in Eylau und Gerichtsassessor in Danzig. Im Mai 1904 trat von Hülsen als Hilfsarbeiter in das Preußische Kultusministerium ein. 1905 war er kommissarisch Prokurator der Landesschule Pforta und 1906 kommissarisch Justitiar und Verwaltungsrat im Provinzialschulkollegium Berlin.
Danach trat er noch 1906 erneut als Personalreferent in das Preußische Kultusministerium über. Dort stieg er 1912 zum Regierungsrat und 1916 Geheimen Oberregierungsrat auf und war während dieser Zeit Referent für verschiedene preußische Universitäten. Während des Ersten Weltkrieges war von Hülsen Mitglied im stellvertretenden Generalstab des Feldheeres und Leiter der Sektion „Politik Berlin“. Aufgrund seiner besonderen Rolle bei der Unterstützung Finnlands im Ersten Weltkrieg wurde ihm das Finnische Freiheitskreuz 1. Klasse verliehen. Seine Kontakte nach Finnland ermöglichten in der Zwischenkriegszeit einen häufigen Wissenschaftsaustausch zwischen deutschen und finnischen Forschern. Am 24. November 1918 wurde Hauptmann Ernst von Hülsen aus dem Militärdienst entlassen. 1921 erhielt er noch den Charakter als Major verliehen.
Am 1. Dezember 1920 wurde Ernst von Hülsen auf eigenen Wunsch hin zum Kurator der Universität Marburg, zum Vertreter des Ministers vor Ort, ernannt. Unter seiner Leitung wurde die Universität Marburg umfassend erweitert. Im Innenstadtbereich wurden zahlreiche Grundstücke erworben und mit Universitätsgebäuden bebaut. An der Universität Marburg war das Ernst-von-Hülsen-Haus nach ihm benannt, das anlässlich des 400-jährigen Jubiläums der Gründung der Universität errichtet wurde. Schwerpunkte seiner Ausbaupläne waren die verschiedenen Universitätskliniken und die Sportanlagen.
Von November 1932 bis Mai 1933 leitete er als Oberpräsident die preußische Provinz Hessen-Nassau und wurde danach wieder Kurator der Universität Marburg. Am 27. September 1945 wurde er auf Anweisung der US-Besatzungsmacht aus seinem Amt entfernt.

## Auszeichnungen
Im Jahr 1920 wurde Ernst von Hülsen die Ehrendoktorwürde für Medizin der Universität Halle verliehen. Anlässlich des Universitätsjubiläums im Jahr 1927 verlieh ihm die Universität Marburg die Ehrendoktorwürden für Philosophie und Rechtswissenschaft. Die Ehrendoktorwürde der Theologie wurde ihm von der Universität Marburg im Jahr 1932 verliehen. Im gleichen Jahr wurde er zum Ehrensenator ernannt und die goldene Medaille der Universität Marburg verliehen. Er war Ehrenbürger der Stadt Marburg.
Das 1927 eingeweihte Kunstgebäude der Universität Marburg (u. a. Ort des Kunstmuseums der Universität) wurde 1950 in Ernst von Hülsen-Haus umbenannt. Nach Recherchen über von Hülsens Rolle in der NS-Zeit hielt die Universität diesen Gebäudenamen nicht mehr für tragbar und benannte es in Kunstgebäude um.

## Politische Ämter und Mitgliedschaften
1930 wurde Ernst von Hülsen für die DVP Mitglied im Kommunallandtag Kassel und im Provinziallandtag der Provinz Hessen-Nassau. Am 1. Juli 1937 beantragte er die Aufnahme in die NSDAP und wurde rückwirkend zum 1. Mai desselben Jahres aufgenommen (Mitgliedsnummer 5.397.915).